# أوليفيا سمارت
أوليفيا سمارت (بالإنجليزية: Olivia Smart؛ بالإسبانية: Olivia Smart) هي راقصة على الجليد بريطانية وإسبانية، ولدت في 1 أبريل 1997 في شفيلد في المملكة المتحدة.

## وصلات خارجية
- أوليفيا سمارت على موقع الاتحاد الدولي للتزلج (الإنجليزية)
- أوليفيا سمارت على موقع الاتحاد الدولي للتزلج (الإنجليزية)
- أوليفيا سمارت على موقع الاتحاد الدولي للتزلج (الإنجليزية)
- أوليفيا سمارت على موقع اللجنة الأولمبية الدولية (الإنجليزية)
- أوليفيا سمارت على موقع أوليمبيديا (الإنجليزية)